# Comunità montana Bassa Valle di Susa e Val Cenischia
La Comunità montana Bassa Valle di Susa e Val Cenischia era un comprensorio montano del Piemonte.

## Storia
L'ente ha unito, fino al 2009, 23 comuni della bassa val di Susa. L'alta val di Susa era invece raccolta dalla Comunità montana Alta Valle di Susa.
Nella sua denominazione era ricordata anche la Val Cenischia, valle laterale della val di Susa, la quale diramandosi dalla città di Susa sale al Colle del Moncenisio.
Suo scopo principale era quello di favorire lo sviluppo della parte di valle nella salvaguardia del patrimonio ambientale e culturale proprio.
Negli anni aveva sviluppato soprattutto le seguenti attività:
- salvaguardia degli alpeggi
- sviluppo del turismo

La sede della Comunità montana si trovava a Bussoleno.
A partire dal 28 agosto 2009, l'ente è stato amministrato in regime di commissariamento in virtù del processo di unificazione con le Comunità montane dell'Alta valle di Susa e della Val Sangone. I tre enti unificati hanno portato alla costituzione della Comunità montana Valle Susa e Val Sangone, la cui elezione dell'organo direttivo è avvenuta il 7 novembre 2009 a Bussoleno.